# ロータリエンコーダ

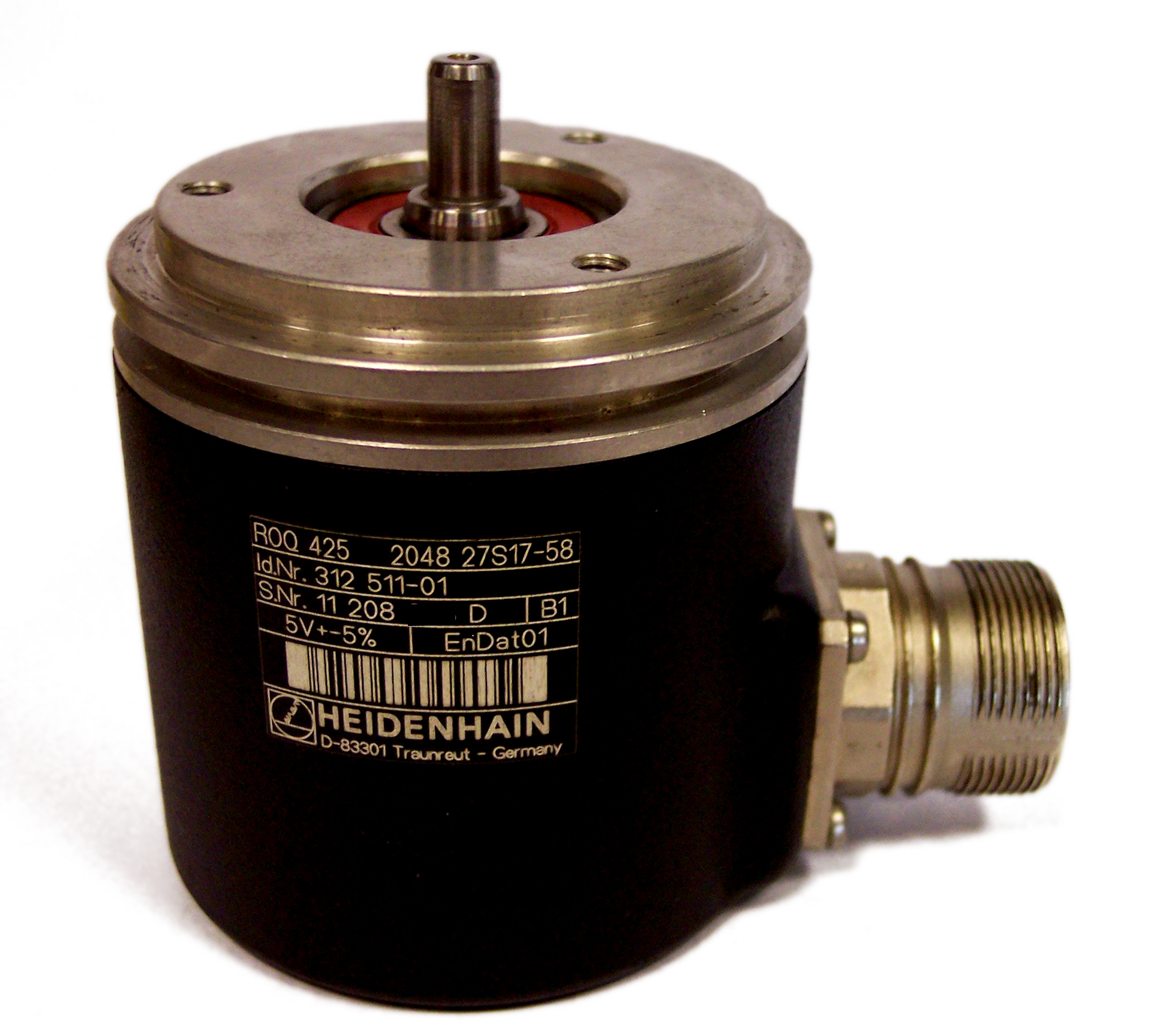
ロータリエンコーダ

ロータリエンコーダ（英: rotary encoder）は、入力軸の回転の変位を内蔵した、格子円盤を基準としてデジタル信号として出力する角位置センサである。回転を測定するセンサではもっとも一般的である。同様の仕組みで直線変位を検出するものをリニアエンコーダという。
そもそもは回転角測定用検出器としての考案であるが、ロボットや情報機器のサーボ系統の位置決めなど、新たな使用用途が確立されてきている。
以下、光学式エンコーダを例に説明する。

## 概要

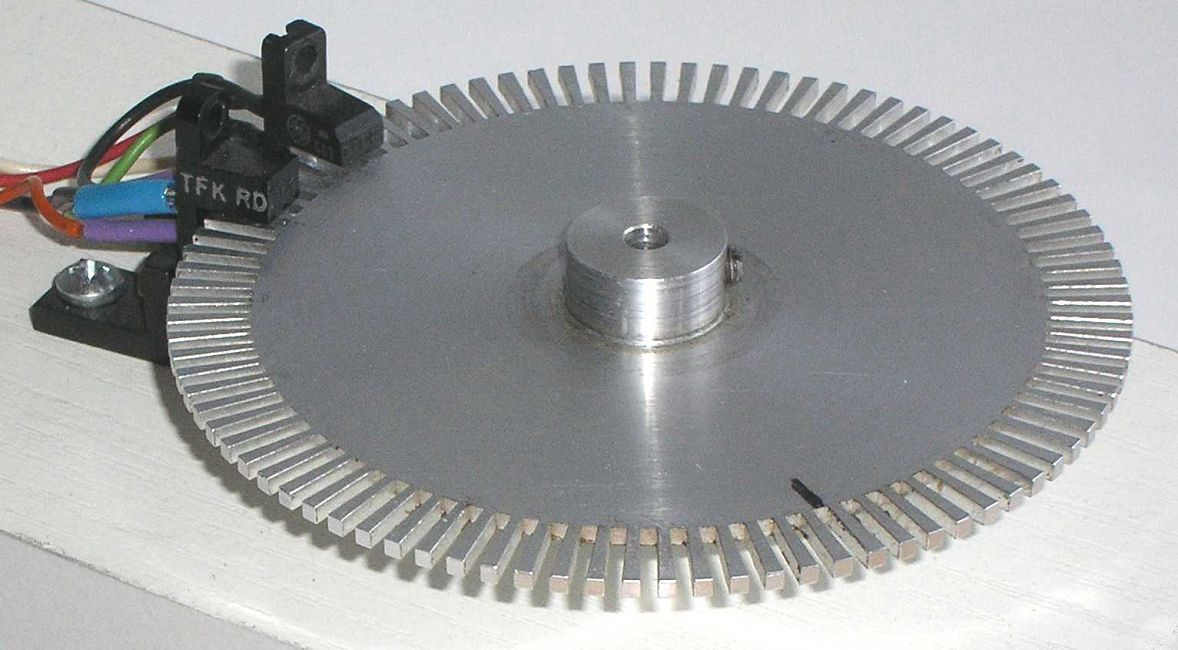
格子円盤と2つの光電素子（左上）

一定の角度のピッチでスリットをつけた格子円盤に同じピッチの格子スケールを重ね、スリットに光源からの光を通して光電素子に導く。ここで格子円盤のみを回転させると、1ピッチの回転ごとに1つの高低の波形が光電素子で検出され、回転の変位が測定できる。さらに、2つの光電素子を用い、格子スケールのスリットを4分の1ピッチずらしてそれぞれの光電素子に光を導くことで回転方向を判別することができる。以上から回転の変位を回転方向に応じてカウンタで加減算して角位置を測定する。

## 分類
大別すると出力信号の形態からインクリメンタル形とアブソリュート形に分けられる。この他、内蔵検出素子により光学式、磁気式、レーザー式、静電容量式の分類もある。

### インクリメンタル形
インクリメンタルエンコーダとも言う。
一様なスリットが入った格子円盤を用いたもの。2組の光電素子で検出された信号（A相、B相）が出力される。カウンターなどに接続して波形の高低の数を回転方向に応じて加減算することで回転の角度を測る。途中に誤動作があれば、誤差はそのまま残る。

### アブソリュート形
アブソリュートエンコーダとも言う。
格子円盤のスリットに各位置ごとで異なる符号を割り当てたもの。絶対的な角度位置を出力することができる。その時点時点で角度は経過に関係なく出力されるのでノイズに強いが、分解能を高めるためには桁数（信号線本数）を増やさなければならない。
各位置に与える符号のコード方式はBCDコードとグレイコードがある。BCDでは一般に隣の符号に変化する際に複数のビットが変化するが、この際1つのビットだけが変化したところで読み込むと大きく離れた位置の符号になってしまうのに対し、グレイコードでは隣接した符号間で常に1ビットのみ変化するため、隣の符号との間で別の符号を経由することがない。したがって、通常アブソリュート形ロータリエンコーダにはグレイコードが用いられる。